# Étienne Joseph de Formon
Étienne Joseph de Formon est un homme politique français né le 15 décembre 1784 aux Cayes et mort le 12 octobre 1854 à Paris.

## Biographie
Nommé maître des requêtes sous la Restauration, il est élu député de la Loire-Inférieure le 17 novembre 1827, puis réélu député le 23 juin 1830.
Il est également impliqué dans la traite illégale d'esclaves : il arme trois expéditions négrières entre 1818 et 1822.
Négrier convaincu à l'époque de l'avancée des idées abolitionnistes en France, il s'oppose directement à Benjamin Parlement dans l'Assemblée. Le 11 juillet 1829, Benjamin Constant s'élève à la Chambre des députés contre les armateurs négriers: en disant que s'il faut que la peine de mort existe, il la réclame contre celui qui organise la traite dans nos ports et qui fait froidement le calcul le plus atroce (...). Il dit que c'est insulter la France que de comparer l'état de paysans à celui du nègre. Formon répond: qu'il n'a point insulté la France en disant que les esclaves de nos colonies étaient plus heureux dans leur existence animale que le sont la plupart des paysans de France. Pendant dix à douze ans que il avait habité les colonies, jamais il n'ai vu un mendiant.
Il a touché trois indemnisations à la suite de l'abolition de l'esclavage dans les colonies françaises. Il aurait reçu 75 764,47F en tant que spéculateur ou créancier de propriétaires d’esclaves à la Martinique (1849), 84 741,91F en tant que spéculateur ou créancier de propriétaires d’esclaves à la Guadeloupe (1849) et 13 899,73 F en tant qu'un des héritiers, à divers titres, et pour différentes quotités, de(s) l'ancien(s) propriétaire(s) à Saint-Domingue (1825).
Il refuse le serment au gouvernement de Louis-Philippe et est considéré comme démissionnaire le 17 septembre 1830.

## Sources
- « Étienne Joseph de Formon », dans Adolphe Robert et Gaston Cougny, Dictionnaire des parlementaires français, Edgar Bourloton, 1889-1891 [détail de l’édition]